# Estação Barro
A Estação Barro é uma das estações de maior movimento do Metrô do Recife, e, de todas, é a mais próxima da rodovia BR-101.

## Localização
Está localizada ao lado da BR-101 e entre os bairros de Jardim São Paulo e Barro. Na Linha Centro está entre as estações Tejipió e Werneck.

## Características
Formada por 2 plataformas: uma com destinos finais a Estação Camaragibe e a Estação Jaboatão e a outra com destino a Estação Recife. Tem um terminal de integração do S.E.I..

## Terminal Integrado (SEI)
Faz integração com 10 linhas:
- 103 - UR-11 / Barro (Empresa Metropolitana)
- 108 - TI Barro / CEASA  (Empresa Metropolitana)
- 128 - UR-03 / Barro (Milagres) (Empresa Metropolitana)
- 202 - TI Barro / Macaxeira (Várzea) (Empresa Metropolitana)
- 203 - Zumbi do Pacheco / Barro (Loteamento) (Empresa Metropolitana)
- 205 - UR-05 / TI Barro (BR-101) (Empresa Metropolitana)
- 206 - TI Barro / TI Prazeres (Jordão) (Borborema Imperial)
- 207 - TI Barro / TI Macaxeira (BR-101) (Empresa Metropolitana)
- 209 - Coqueiral / TI Barro (Empresa Metropolitana)
- 216 - TI Barro / TI Cajueiro Seco (Empresa Metropolitana)

Com a paralisação do funcionamento para manutenção preventiva aos domingos e ocasionalmente:
- 858 - TI Joana Bezerra / TI Afogados / TI Barro (Empresa Metropolitana/Caxangá)